# Cristian Mijares
Cristian Mijares (ur. 2 października 1981 w Gómez Palacio, Durango) – meksykański bokser, były zawodowy mistrz świata organizacji WBC, WBA i IBF w kategorii junior koguciej (do 115 funtów).
Zawodową karierę rozpoczął w sierpniu 1997 roku. W lutym 2006 roku, w swojej 31 walce, zremisował ze swoim rodakiem, Luisem Maldonado. W następnej walce, 18 września 2006 roku, spotkał się z byłym mistrzem świata organizacji WBC, Katsushige Kawashima. Stawką pojedynku był tymczasowy tytuł mistrzowski tej samej organizacji. Meksykanin wygrał niejednogłośną decyzją na punkty.
Zaledwie dwa miesiące później odniósł zwycięstwo w pojedynku z kolumbijczykiem Reynaldo Lopezem. 3 stycznia 2007 roku ponownie pokonał Kawashimę. Była to pierwsza obrona Mijaresa jako pełnoprawnego, a nie tymczasowego mistrza świata, ponieważ dotychczasowy posiadacz tego tytułu, Masamori Tokuyama, zdecydował się zrezygnować z mistrzowskiego pasa i zmienić kategorię wagową na wyższą.
W roku 2007 jeszcze trzy razy bronił swojego tytułu. 14 kwietnia pokonał na punkty po zaciętej walce byłego mistrza WBO i WBC w kategorii junior muszej, Jorge Arce, w lipcu wygrał pojedynek z Teppei Kikui (TKO w dziesiątej rundzie), a 19 października już w pierwszej rundzie technicznym nokautem zakończył pojedynek z Franckiem Gorjuxem.
Rok 2008 zaczął od zwycięstwa niejednogłośną decyzją sędziów na punkty z José Navarro. Walka odbyła się 16 lutego. Trzy miesiące później zmierzył się w walce unifikacyjnej z mistrzem świata organizacji WBA, Alexandrem Muñozem i pokonał go na punkty po niejednogłośnej decyzji sędziów. 30 sierpnia tego samego roku pokonał przez techniczny nokaut w trzeciej rundzie byłego mistrza świata WBC w kategorii muszej, Chatchai Sasakula, który był w tej walce dwa razy liczony.
1 listopada 2008 roku w walce unifikacyjnej został zonkautowany w dziewiątej rundzie przez mistrza federacji IBF Wachtanga Darcziniana i stracił oba swoje tytuły. Mijares leżał na deskach w tym pojedynku już w pierwszej rundzie. 14 marca 2009 roku niespodziewanie przegrał na punkty po niejednogłośnej decyzji sędziów z Nehomarem Cermeño. Stawką pojedynku był tymczasowy tytuł mistrza świata WBA w kategorii koguciej. Sześć miesięcy później doszło do walki rewanżowej pomiędzy tymi pięściarzami. Mijares przegrał po raz drugi, tym razem po jednogłośnej decyzji sędziów.
Na ring powrócił już dwa miesiące później, nokautując już w trzeciej rundzie mało znanego Jesusa Vidala. Niecały miesiąc później pokonał w szóstej rundzie BJ Dolorosę. 10 kwietnia 2010 pokonał niejednogłośnie na punkty w pojedynku eliminacyjnym WBC w kategorii koguciej Francisco Arce (brata Jorge, z którym wygrał w 2007).